# Acrostatheusis ruandana
Acrostatheusis ruandana är en fjärilsart som beskrevs av Claude Herbulot 1991. Acrostatheusis ruandana ingår i släktet Acrostatheusis och familjen mätare. Inga underarter finns listade i Catalogue of Life.